# Pieter Stevens
Pieter Stevens II or Peter Stevens II, ou Stephani Petrus, né à Malines vers 1567 et mort à Prague avant 1632, est un dessinateur et peintre paysagiste flamand de la Renaissance.
Il a quitté la Flandre pour se mettre au service de l'empereur Rodolphe II à Prague. La circulation des copies effectuées d'après une série de dessins de paysages romantiques de Bohême par Stevens et d'autres artistes a eu une influence importante sur le développement de l'art du paysage flamand et néerlandais au XVIIe siècle.

## Biographie
Il existe peu de preuves documentaires sur la vie de Peter Stevens. On ne sait pas s'il a été lié à Pieter Stevens I, un dessinateur actif entre 1550 et 1570.
Une série de vues de Rome datée de 1590-1591 a pu faire croire qu'il avait visité l'Italie dans sa jeunesse. Cependant, ces dessins sont plutôt bruts et probablement basés sur des œuvres de Pieter Bruegel l'Ancien et ne sont pas une preuve de ce voyage. Il l'a peut-être fait un peu plus tard, car ses premières œuvres de maturité connues, datées de 1592, représentent des vues de sites romains.
En avril 1594, Stevens est enregistré à Prague lors de sa nomination en tant que peintre de la cour de l'empereur Rodolphe II, avec un salaire de 8 florins par mois. Il est probable qu'il y fit la connaissance des nombreux autres artistes, flamands et hollandais, actifs à la cour de Prague, tels que Roelandt Savery, Paul van Vianen, Hans Vredeman de Vries, son fils Paul Vredeman de Vries et Philippus van den Bossche. Après la mort de Rodolphe en 1612, Stevens est probablement entré au service de Charles Ier de Liechtenstein.
Il n'y a pas de détails disponibles sur la date et le lieu de sa mort. En 1626, il est mentionné lors de l'enterrement de son fils Šroněk, et en 1632 sa fille a vendu sa maison, et a requis une procuration de son frère. On peut en conclure que l'artiste était alors décédé.
Il était le père d'Anton II qu'il a lui-même formé et de Pierre III. C'est l'oncle de Maurus Moreels II de Malines, qui a étudié avec lui à Prague et qui a réussi en tant que peintre d'histoire et portraitiste à son retour en Flandres. Deux de ses petits-fils étaient également peintres à Prague.

## Œuvre

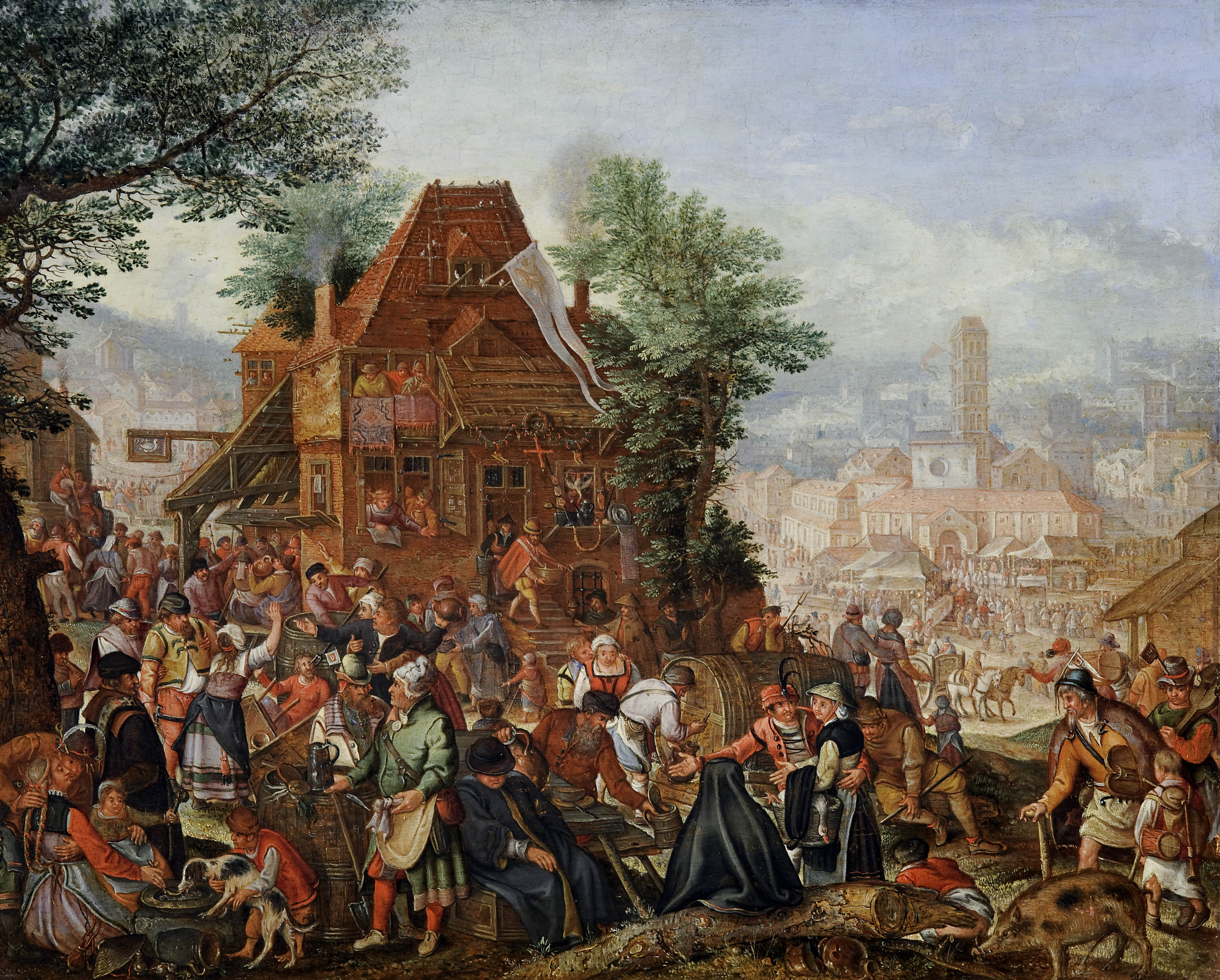
Anniversaire d'une église
1594, Fondation Custodia

Pieter Stevens II était principalement peintre et dessinateur de paysages. Sa première œuvre connue, Vallée de montagne avec auberge et château (Gemäldegalerie Alte Meister de Cassel), est datée de 1593. D'une finition très raffinée, on peut penser qu'il s'agit du travail présenté pour soutenir sa candidature à un poste à la cour impériale. Innovant par l'absence de vision lointaine, cette peinture est significative du paysage idyllique de "close-up" du XVIIe siècle. Ses contemporains auraient probablement été plus conscients que nous de l'inquiétante étrangeté de l'enfermement de cette vallée marécageuse, avec son château en ruine, l'auberge fissurée et les passants invalides. Ils auraient probablement interprété ces détails comme des symboles de la méchanceté du monde, de l'arrogance des puissants et de la licence des humbles qui seront punis.
Ses premiers paysages montrent des scènes de genre comme la Fête pour l'anniversaire de la consécration de l'église (Fondation Custodia, Paris), datée de 1594, ou la Kermesse dans la campagne, datée de 1596 (Musée royal des beaux-arts d'Anvers).
La Fête pour l'anniversaire de la consécration de l'église montre une foire bondée près d'une auberge qui marque l'anniversaire de la consécration d'une église. La scène se déroule à Rome, même si de telles célébrations étaient en fait une tradition nordique. L'église en arrière-plan sur la droite a été identifiée comme l'église Santa Maria in Cosmedin sur le Forum Boarium. Comme Stevens n'est peut-être jamais allé à Rome, il a dû se baser sur le travail d'autres artistes pour les détails romains.
Ces premières compositions sont clairement liées au style des œuvres contemporaines réalisées par des artistes paysagistes flamands tels que Hendrik III van Cleve, Hans Bol, Lucas van Valckenborch, Paul Bril et les membres de l'école de Frankenthal.

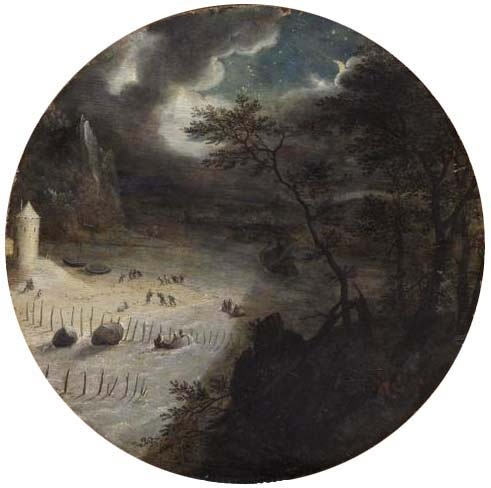
Pêche de nuit, v. 1600
Kunsthistorisches Museum de Vienne

Beaucoup d'œuvres de Stevens sont des paysages nocturnes d'un caractère romantique. Ils montrent son intérêt pour la lumière et les effets atmosphériques. La Pêche de nuit de 1600 (Kunsthistorisches Museum) en est un bon exemple. Cela est encore plus prononcé dans ses dessins. Ses premiers travaux étaient réalisés à la plume et brun foncé ou noir avec des lavages de l'encre d'un bleu profond. Il a plus tard utilisé la brosse et une combinaison de tons doux. Il est possible que Jan Brueghel l'Ancien ait joué un rôle dans cette évolution, car La Visite à Prague en 1604 emploie une technique de lavage similaire. L'influence de Jan Brueghel est encore plus apparente dans la modification des volumes et une meilleure intégration des figures.
Stevens a dessiné vers 1604 une série numérotée de vues de Bruxelles, Rome, Naples et Prague, probablement destinée à être gravée.

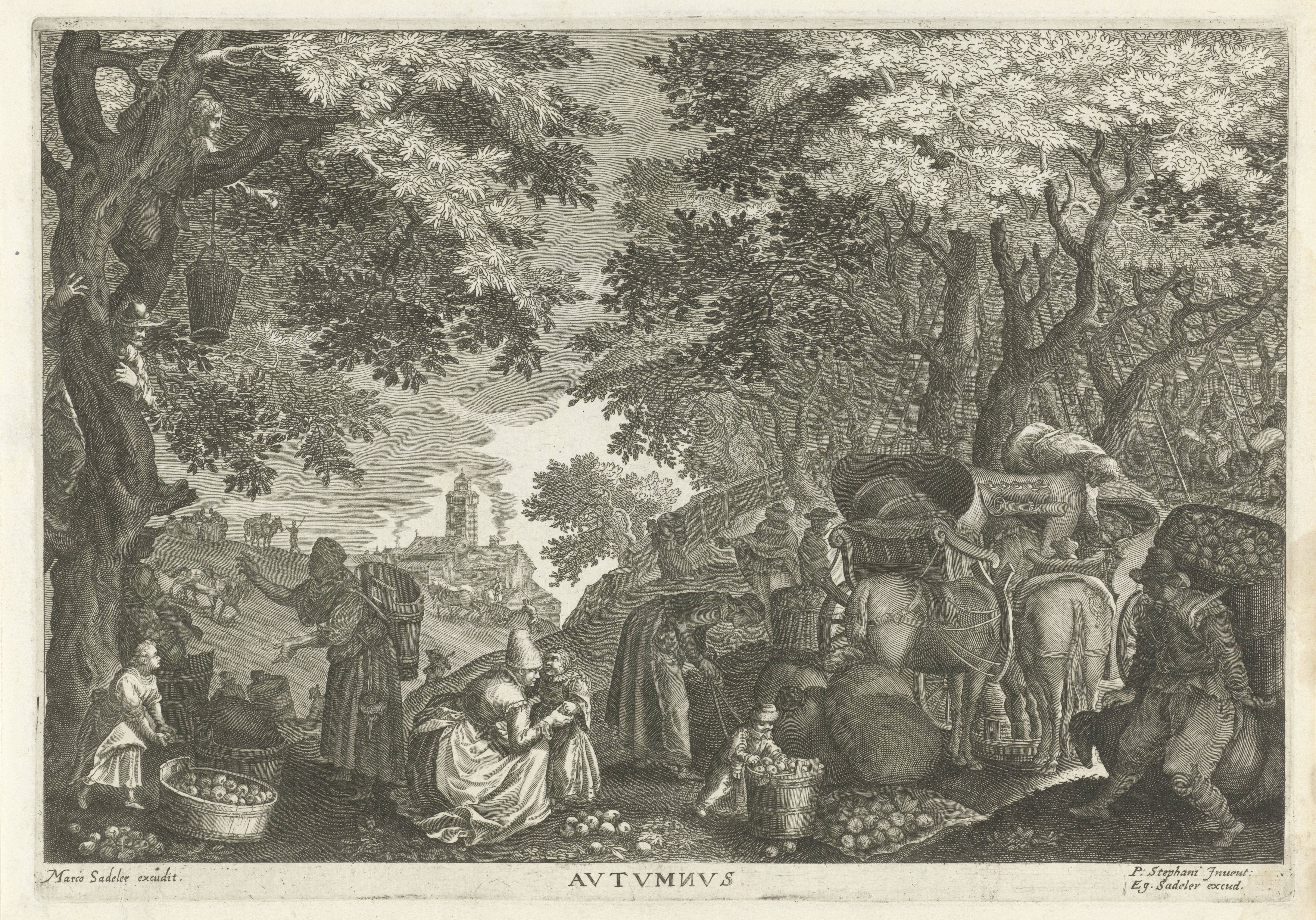
Automne

La composition des paysages de Stevens, Jan Brueghel et d'autres ont été reproduites dans des pierres dures de l'atelier impérial et utilisées en marqueterie pour décorer des meubles de luxe. Ses dessins ont également été repris par différents graveurs de son temps, tels qu'Egidius Sadeler, Hendrik Hondius I, Isaac Major et Johannes Barra (en). La série de Sadeler des paysages forestiers romantiques de Bohême gravée à Prague d'après les dessins de Stevens et d'autres artistes a joué un rôle important dans le développement de la peinture de paysage hollandaise et flamande du XVIIe siècle. Sadeler a également publié les Quatre Saisons et Les Douze mois d'après des dessins de Pieter Stevens.

## Corpus
- Adoration des mages, v. 1566
- Paysage avec moulin et rivière, 1590, huile sur toile, 60 × 103 cm, Musée national de Varsovie (MNW)
- Vallée de montagne avec auberge et château, 1593, huile sur chêne, 46 × 67 cm, Gemäldegalerie Alte Meister (Cassel)
- Fête anniversaire de la consécration d’une église, 1594, huile sur panneau, Fondation Custodia, Paris
- Kermesse à la campagne, 1596, huile sur panneau, 27 × 42 cm, Musée royal des Beaux-Arts d'Anvers
- Paysage de rivière en forêt avec pêcheurs près d'une maison et pont de bois dans le fond, v. 1598, huile sur panneau, 28 × 43 cm, Vente Christie's 26 janvier 2001, New York
- Pêche de nuit, v. 1600, huile sur panneau, Diam. 22 cm, Kunsthistorisches Museum de Vienne
- Paysage feuillu, v. 1600, huile sur panneau, 33 × 48 cm, Musée du Prado
- Caprice, paysage de ville, (peut-être Prague), 1606, huile sur panneau, 27 × 37 cm, Collection Lingenauber
- Paysage avec un ermite, 1609, Brunswick, Herzog Anton Ulrich-Museum)
- Chasseurs dans un paysage panoramique
- Paysage forestier, huile sur panneau, 33 × 48 cm, Musée du Prado
- Paysage de rivière avec voyageurs et bandits embusqués, huile sur cuivre, 23 × 33 cm, Vente Christie's 8 December 2010, Londres
- huile sur panneau, 50 × 82 cm, présenté à la 51e Foire des antiquaires de Belgique par la galerie Claude Vittet, Paris[11]
- L'Hiver, plume, encre brune, lavis brun et d'indigo, repassé au stylet pour la gravure, 0,211 × 0,338 m, Paris, Beaux-Arts de Paris, Inv. n°Mas.2006[12],[13].
- Paysage avec un château, plume, encre noire et aquarelle avec rehauts de blanc, 0,142 × 0,223 m, Paris, Beaux-Arts de Paris, Inv. n°Mas.2007[14],[15].

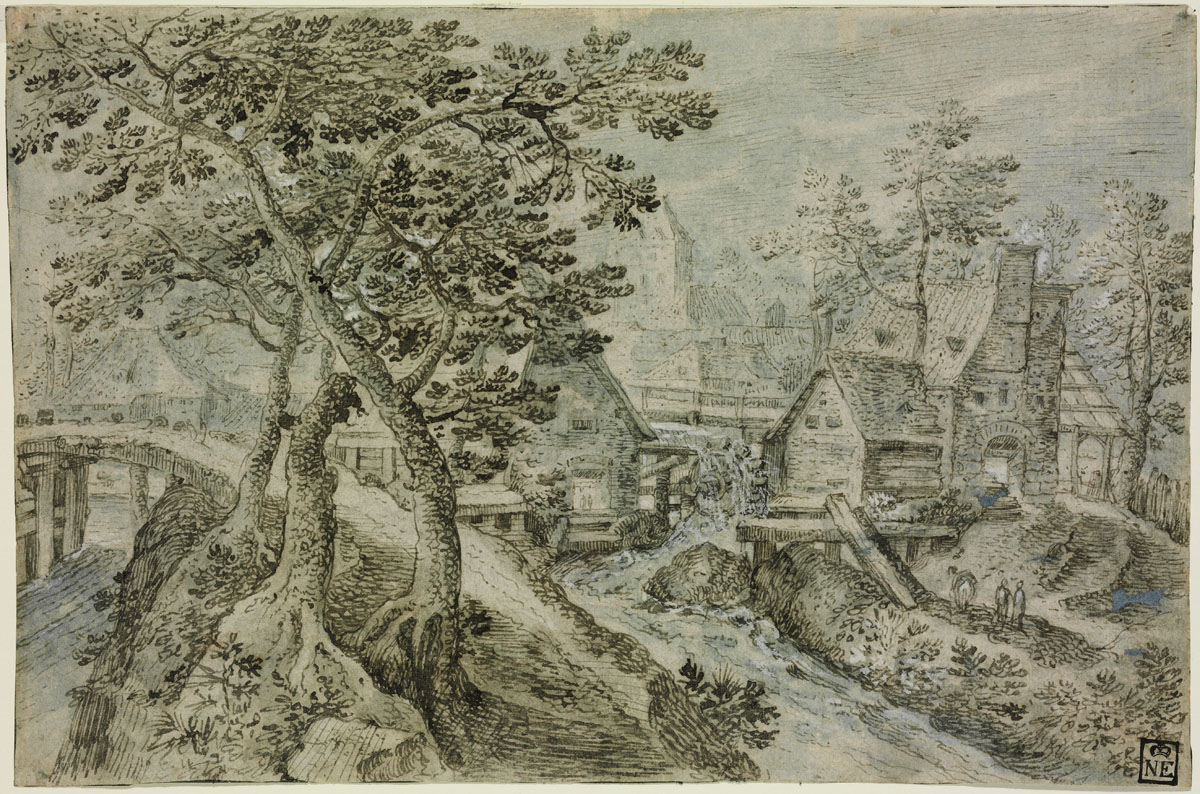
Moulin à eau, dessin v. 1590, Budapest
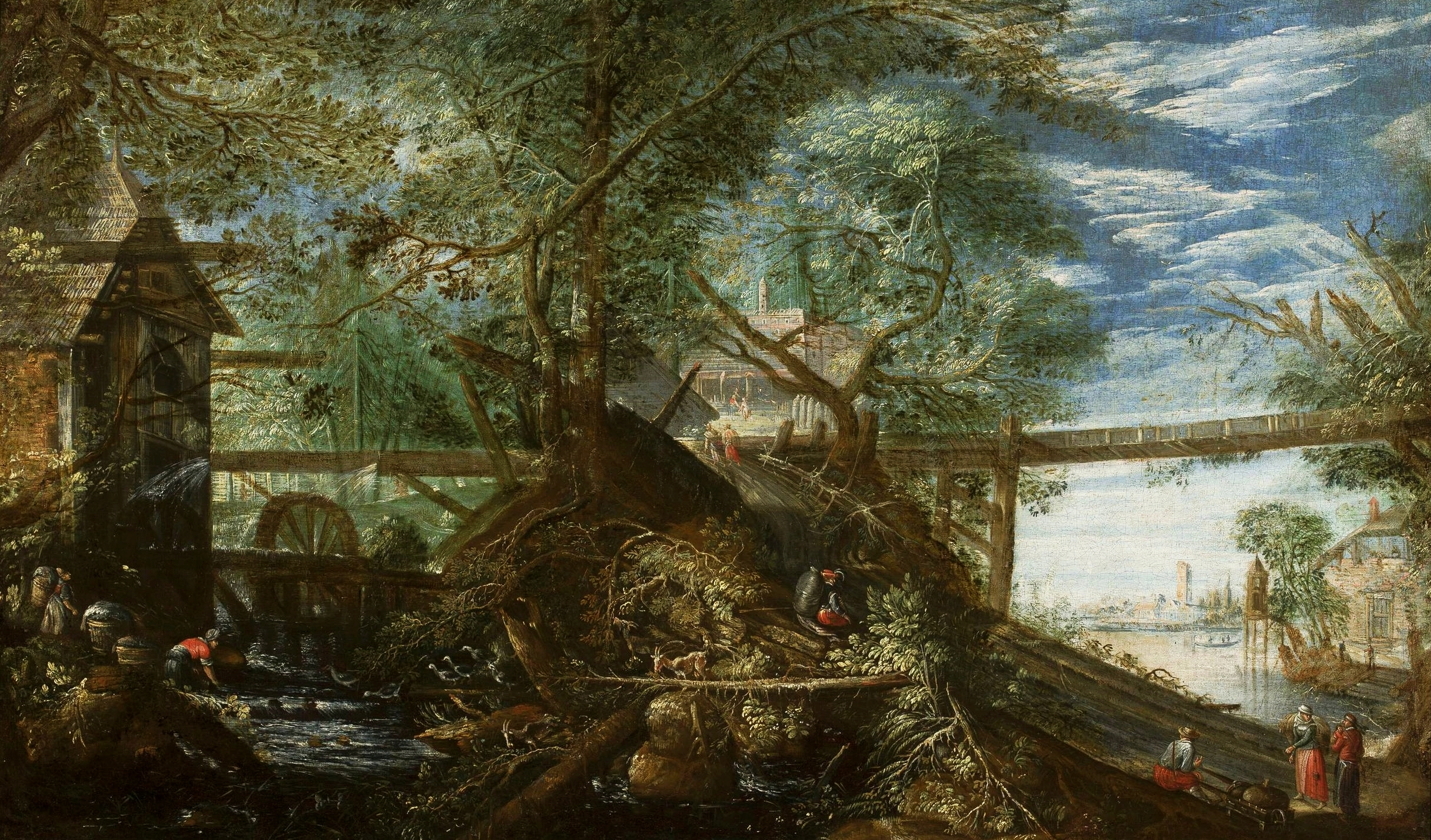
Moulin et rivière 1590, Varsovie
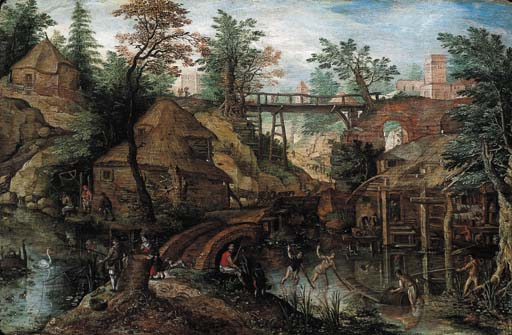
Pêcheurs et pont de bois, v. 1598, Christie's 2001
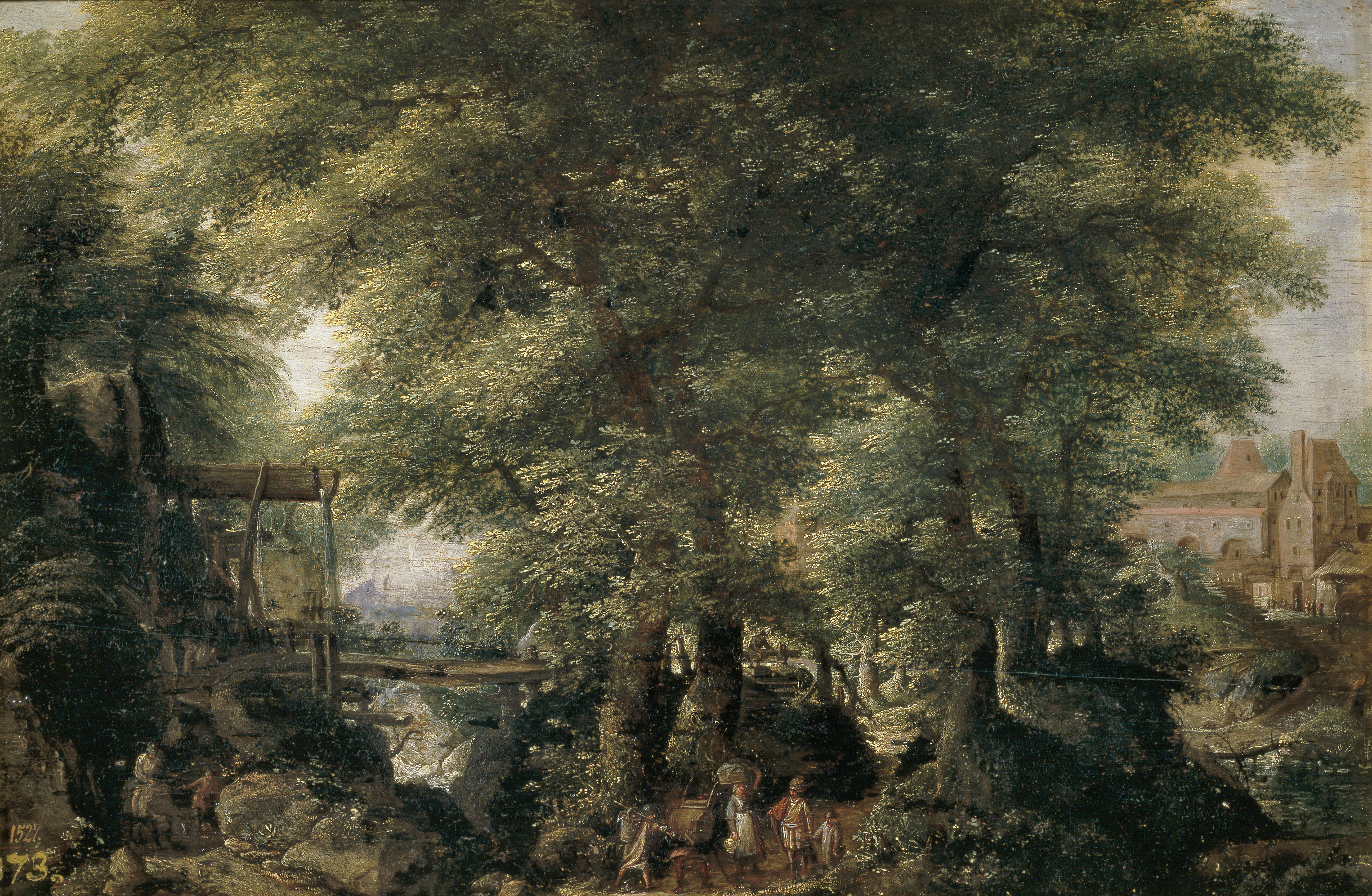
Paysage feuillu 1600, Musée du Prado
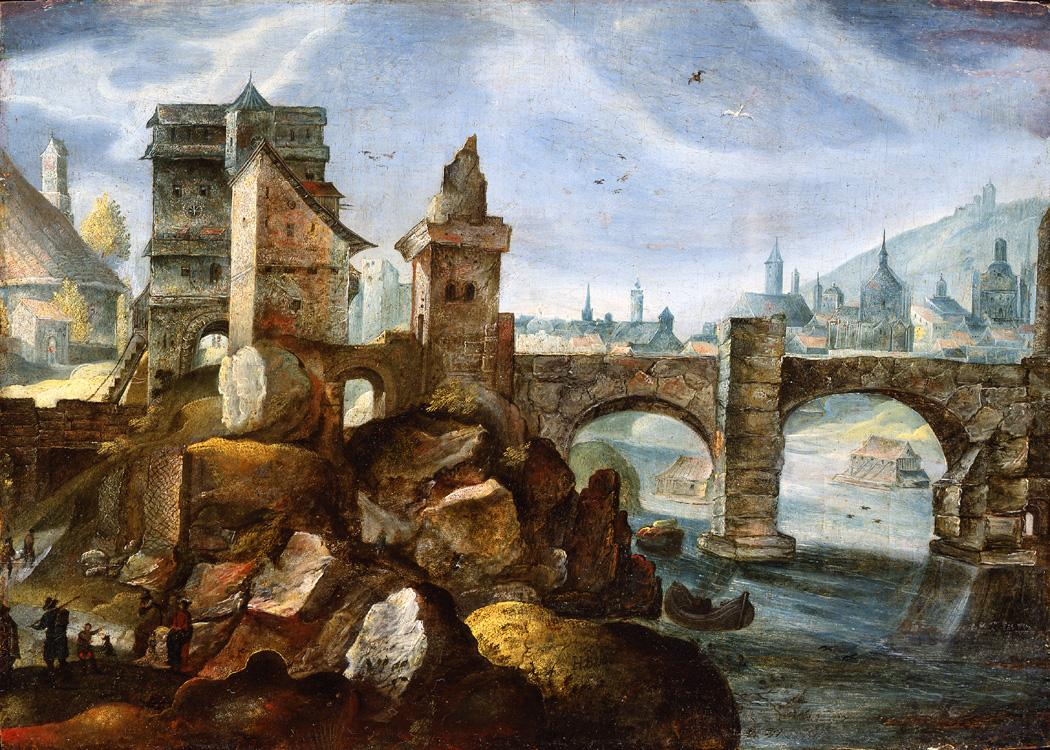
Caprice, Ville 1606, Collection Lingenauber
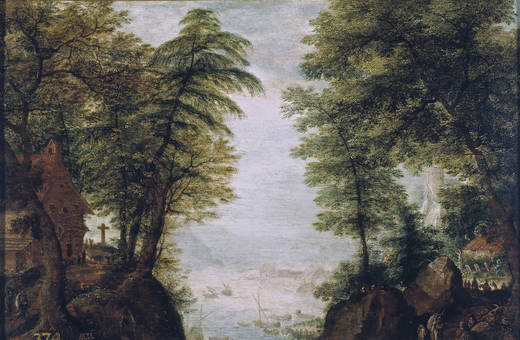
Paysage forestier Musée du Prado
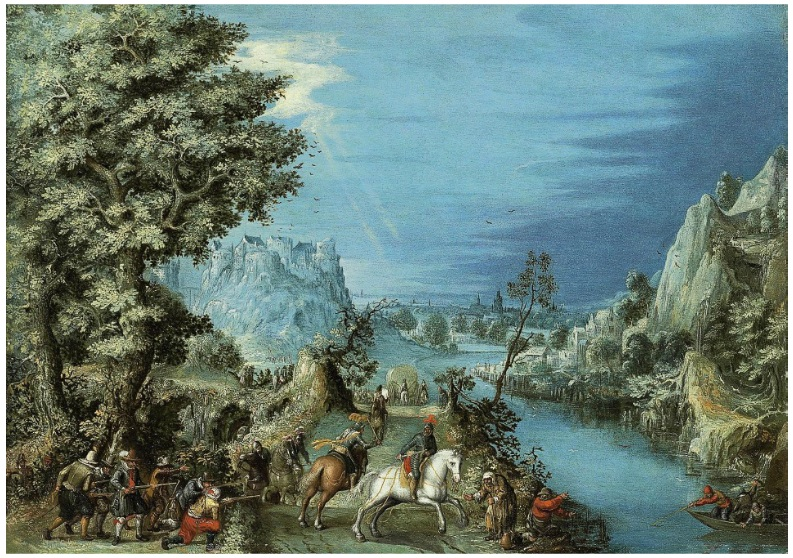
Rivière et bandits embusqués Christie's 2010